# Mudlovský famfrpál
Quadball (česky famfrpál) je míčový sport, který hrají dva týmy po sedmi hráčích na košťatech na travnatém obdélníkovém hřišti. Quadball je inspirovaný stejnojmenným kouzelnickým sportem z knih o Harrym Potterovi. Vzhledem k tomu, že tento sport vznikl v roce 2005, jedná se o poměrně mladý sport, nicméně jej hrají hráči po celém světě a jejich komunita neustále roste. Cílem hry je získat více bodů než druhý tým a to prohozením míče jednou ze soupeřových obručí nebo chycením zlatonky. Pravidla sportu jsou udržována Mezinárodní Famfrpálovou asociací (International Quadball Association - IQA) a akce jsou pořádány buď přímo IQA, nebo národními asociacemi (národní orgány).
Pro získání bodů musí střelci či brankář dopravit camrál (lehce vyfouknutý volejbalový míč) skrze jednu ze tří protivníkových obručí, čímž tým získává 10 bodů. Pro zabránění protivníkovi postupu s camrálem mohou střelci i brankář útočníky fyzicky zastavit (až složit) a odrážeči mohou pomocí potlouků protivníky postavit dočasně mimo hru. Pokud je hráč zasažen potloukem hozeným protivníkovým odrážečem, musí sesednout z koštěte, upustit míč, pokud nějaký drží, a vrátit se ke svým obručím. Po doteku obručí může hráč znovu nasednout na koště a tím se vrátit do hry. Hra končí tehdy, když po chycení zlatonky jeden z týmů získá více bodů.
Tým sestává ze sedmi hráčů a je tvořen brankářem, třemi střelci, dvěma odrážeči a chytačem. Hráči musí zachovávat gendrové pravidlo, které říká, že na hřišti smí být za jeden tým nejvýše 4 hráči stejného pohlaví, což činí famfrpál jedním z mála sportů, které nejen nabízí smíšená družstva, ale rozvíjí též otevřenou komunitu pro lidi neřadící se k ani jednomu pohlaví. Zápasy trvají obvykle kolem 30 až 40 minut, ale délka zápasu se může měnit v závislosti na chycení zlatonky.

## Historie
Quadball má své základy ve fiktivní hře famfrpál z knihy Harry Potter. Sport vznikl v roce 2005 v Middlebury College v Middlebury ve Vermontu (USA), kde ho založili studenti Alex Benepe a Xander Manshell. Postupně se sport rozšířil do celého světa včetně Česka.
Po vzniku v roce 2005 se sport rozrostl natolik, že se již v roce 2007 konal první "Světový pohár IQA" ve kterém zvítězil tým z Middlebury. V následujících letech se "Světový pohár" konal v USA každý rok a přestože se často účastnily týmy z Kanady, Austrálie a Francie, nejednalo se o oficiální mezinárodní soutěž. V roce 2012 pořádala IQA letní hry (Summer Games), kde se utkalo pět národních týmů. O dva roky později 19. června 2014 IQA pořádala Globální hry (Global Games) v Burnaby (Kanada). Zde spolu soutěžily národní týmy a ve finále hráči USA porazili Austrálii, čímž v tomto turnaji zvítězili.
Sport má základy v USA a velmi rychle se rozšířil do zahraničí. K prvním zahraničním týmům patřily týmy McGill University a Charleton University v Kanadě, které vznikly v roce 2009. Následovala Austrálie, Velká Británie a Francie. Sport se brzy rozšířil i do dalších evropských a amerických států jako Itálie, Španělsko, Belgie, Nizozemsko, Mexiko, Argentina a Brazílie. Po návštěvě Anguse Barryho v Ugandě se famfrpál začal hrát i tam a aktivní týmy jsou i v Malajsii, Japonsku a Hongkongu.
Do Česka se quadball rozšířil z Norského Trondheimu díky studentce, která po ukončení tamního studijního pobytu založila v roce 2015 první český famfrpálový tým v Olomouci. Později vznikl tým také v Brně, Praze, Českých Budějovicích, Plzni a v Žatci.

## Hra
Tři obruče jsou umístěny na každé straně hřiště. Všichni hráči na hřišti musí být po celou dobu hry na koštěti. Pokud jim koště spadne nebo jsou vybiti potloukem, musí z něj sesednout a před návratem do hry se dotknout vlastních obručí. Jako camrál se používá volejbalový míč, potlouky jsou obvykle míče na vybíjenou (dodgeball). Zatímco v knihách o Harrym Potterovi je zlatonka očarovaný míč, v quadballu je zlatonka (v aj flag) tenisový míč umístěný v látkovém váčku připnutém za opasek na zádech nosiče zlatonky. Nosič zlatonky je jedním z rozhodčích oblečený do žlutých šortek, do hry vbíhá v 19. minutě a pohybovat se smí v okolí středu hřiště.
Na začátku hry je camrál a jeden ze tří potlouků umístěn na středové linii hřiště, zbylé dva potlouky jsou na linii brankoviště na úrovni prostřední obruče. Většina hráčů se seřadí na krajní čáře ve své polovině hřiště, jeden střelec z každého týmu ovšem startuje v protivníkově polovině a jeden střelec a jeden odrážeč z každého týmu při startu soupeří o získání camrálu a potlouku ležících na středové čáře. Hra začíná výkřikem "Brooms up!", po němž hráči nasedají na košťata a rozbíhají se získat míče. Zápas probíhá dokud jeden z týmů nechytí zlatonku a tehdy buď pokračuje do prodloužení, nebo končí. Pokud tým, který chytí zlatonku, vyhrává, zápas chycením končí. Pokud tým, který zlatonku chytil, prohrává, nebo je skóre vyrovnané (po připočtení 30 bodů), zápas pokračuje do prodloužení. V prodloužení vyhrává tým který první dosáhne skóre, které se rovná skóre vedoucího týmu plus 30 bodů.

## Pozice ve famfrpálu

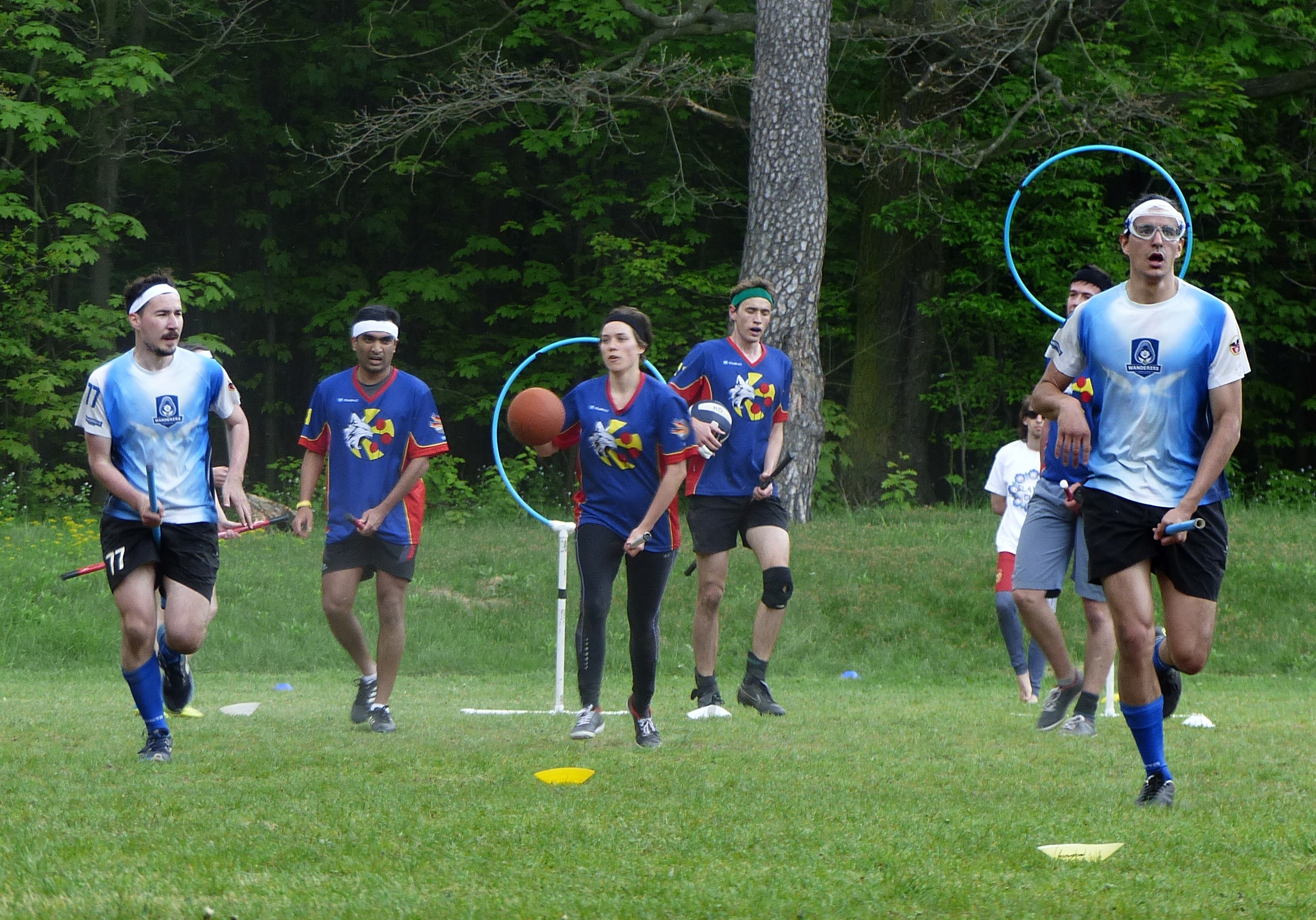
Střelci (bílé) a brankáři (zelené čelenky) hrající s camrálem, odrážeči (černé čelenky) s potlouky

- Střelci si přihrávají camrál a získávají 10 bodů prohozením nebo prostrčením camrálu jednou z protivníkových obručí. Při obraně je úkolem střelců zbrzdit či zastavit útok protihráčů. Najednou hrají v každém týmu 3 střelci a jsou označeni bílou čelenkou. Střelci se sami nesmí dotýkat potlouků, pouze jimi mohou být vybiti. Nesmí také interagovat s odrážeči nebo chytačem protivníka.
- Brankář brání své obruče a snaží se zabránit protivníkovým střelcům ve vstřelení gólu. Ve svém brankovišti, které sahá za obruče a 5,5 m před ně, je brankář imunní vůči potloukům a ve chvíli, kdy získá camrál, proti němu nemohou protivníkovi hráči nijak útočit. Sám se také účastní útoku ovšem mimo své brankoviště má stejné postavení jako střelec. Každý tým má ve hře jen jednoho brankáře a ten je označen zelenou čelenkou.
- Odrážeči se snaží vybít protivníkovy hráče potloukem, bránit tak střelcům protivníka ve skórování, chytačovi v chycení zlatonky nebo pomáhat vlastním střelcům v útoku. Sami mohou být vybiti protivníkem, pokud se jim nepodaří na ně hozený potlouk chytit. Odrážeči jsou v týmu dva a označeni jsou černou čelenkou. Protože jsou ve hře pouze 3 potlouky, tým, který zrovna drží 2 z nich, je takticky ve výhodě. Odrážeči se nesmí dotýkat camrálu a nesmí interagovat se střelci a chytači jinak než jejich vybíjením.
- Chytač se snaží chytit zlatonku (strhnut váček s tenisovým míčkem z opasku nosiče). Každý tým má na hřišti právě jednoho chytače, který je označen žlutou čelenkou. Chytači vstupují do hry ve 20. minutě (minutu po vstupu nosiče zlatonky). V případném prodloužení hry již nehrají.

## Vybavení
Hra se hraje na obdélníkovém hřišti o rozměrech 60 x 33 metrů se třemi obručemi v každé polovině. Každý hráč musí během hry držet mezi nohama koště. Při hře se používají dva typy míčů - camrál a tři potlouky. V závěru se získává zlatonka.

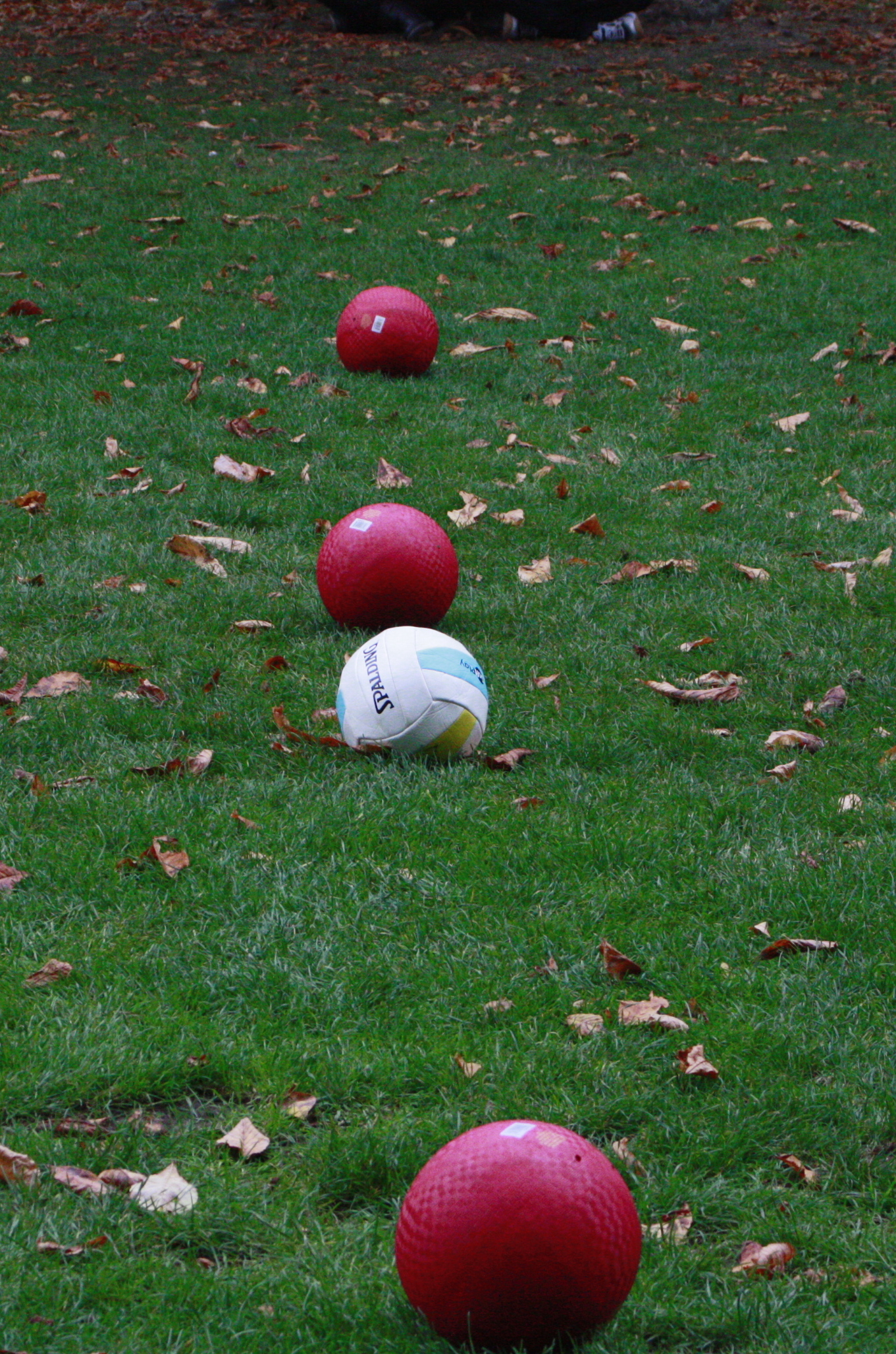
Camrál a tři potlouky seřazeny na středu hřiště před začátkem hry

### Koště
Koště je plastová tyč o rozměrech 98 - 102 cm. Koště slouží jako "handicap" pro ztížení pohybu při hře. Každý hráč musí po dobu hry držet koště mezi nohama a to libovolně jen stehny či rukou, koště však nesmí být nijak připevněno k hráči a nesmí zcela ležet na zemi. V případě, že je vybit nebo koště omylem upustí, nesmí na něj nasedat, ale vrátit se s koštětem v ruce ke svým obručím.

### Obruče
Tři obruče jsou umístěny na každé straně hřiště 13,5 metrů od jeho koncové linie. Prostřední obruč stojí uprostřed hřiště a dvě krajní 234 cm na každou stranu od ní. Každá obruč má průměr cca 85 cm. Tyče, na kterých jsou obruče připevněny, mají různou výšku. Nejnižší má cca 90 cm, střední cca 135 cm a nejvyšší cca 185 cm. Střelci a brankář mohou bodovat prohozením nebo prostrčením camrálu libovolnou z protivníkových obručí z libovolné strany (zepředu i zezadu), čímž získají pro svůj tým 10 bodů.

### Míče
Camrál je lehce ufouknutý volejbalový míč, se kterým hrají střelci a brankář. Potlouk je lehce vyfouknutý gumový míč na vybíjenou, se kterým hrají odrážeči. Ve hře jsou vždy 3 potlouky.

### Zlatonka
Zlatonka je tenisový míč umístěný v dlouhé ponožce zlaté či žluté barvy. Ponožka je suchým zipem připevněna nebo zasunuta za opasek kraťasů nosiče zlatonky, jako by to byl ocas. Nosič zlatonky může bránit zlatonku před chytači libovolným způsobem. Na zlatonku (či nosiče zlatonky) mohou útočit pouze chytači a nesmí při tom nijak napadat nosiče, pouze se snažit ukořistit zlatonku. V případě chycení zlatonky hra končí a chytač, který zlatonku chytil, získává pro svůj tým 30 bodů.

## Pravidla

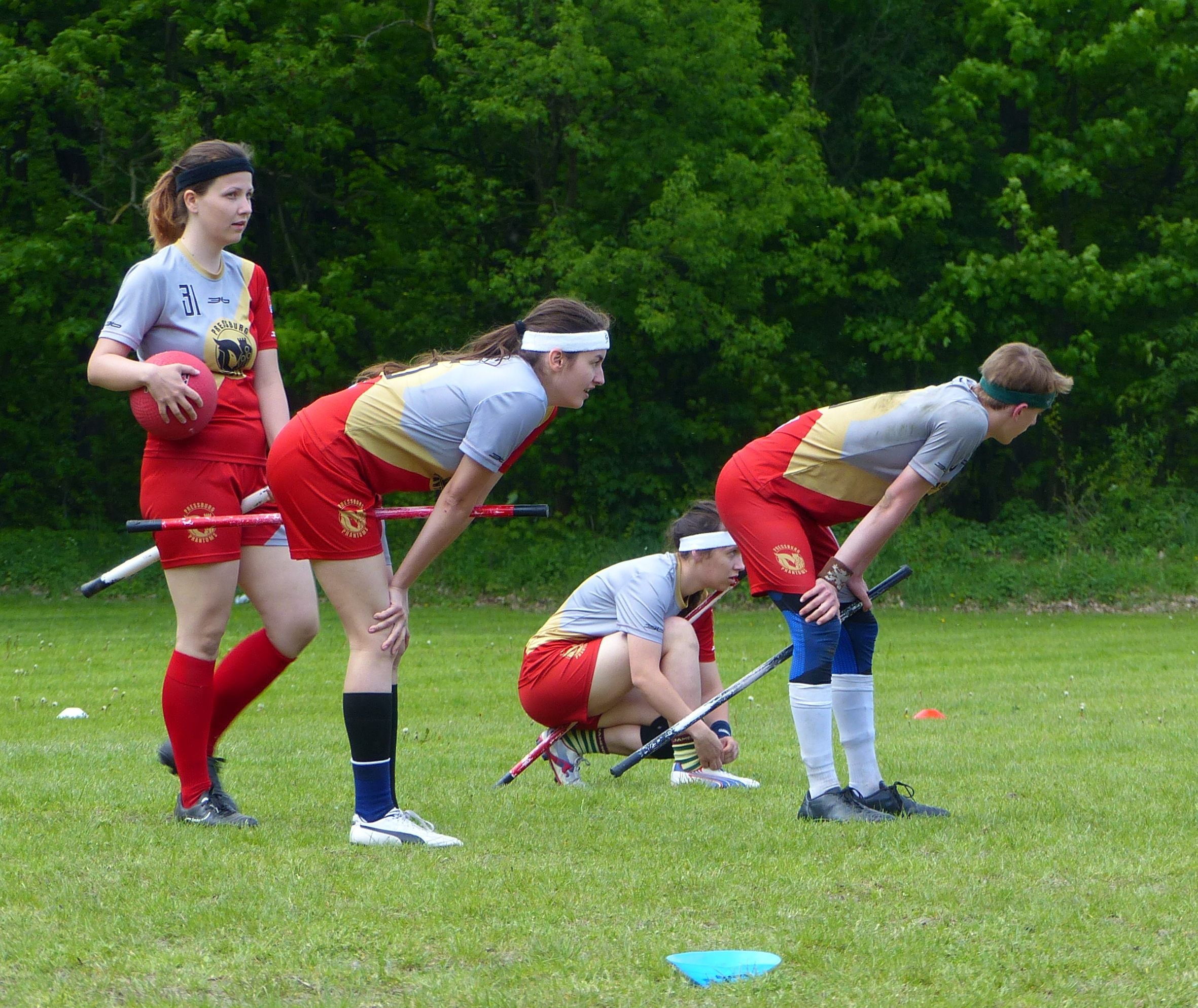
Hráči musejí být po celou dobu hry "na košťatech" simulovaných plastovými tyčemi

IQA vydalo několik verzí pravidel, kdy každá iterace vychází z předchozí. Současně platnou je sbírka pravidel IQA Rulebook 2016–2018. Některé verze pravidel jsou přeloženy do jiných jazyků, než je angličtina. 8. verze je kromě angličtiny dostupná i ve francouzštině a 5. verze pravidel byla přeložena do italštiny, mandarínštiny a španělštiny.

### Hra
Každá hra začíná šesti hráči (bez chytačů) na obou stranách podél startovací čáry s košťaty na zemi a čtyřmi balony umístěnými na středové čáře. Hlavní rozhodčí začne zápas výkřikem "Nasedat!" ("Brooms up!"), načež se hráči rozeběhnou, aby získali balony ze středu hřiště. Po odstartování hry chytači nesmí interagovat s ostatními hráči či balony a čekají za boční čárou na uplynutí času do vypuštění chytačů, což je 18 minut čistého času hry. Poté jsou chytači vypuštěni na hřiště a mohou se snažit získat zlatonku.
Hra je velmi dynamická s častými výměnami, protože po každém vstřeleném gólu musí být camrál předán brankáři týmu, který dostal gól, a ten pak zahajuje další útok během toho, co se protivníkovi střelci vrací na svou polovinu hřiště. Stejně tak odrážeči jsou prakticky nuceni vracet se na svou stranu hřiště, aby zajistili účinnou obranu vlastních obručí. Hra trvá většinou mezi 20 a 30 minutami v závislosti na zkušenostech a výdrži hledačů a nosiče zlatonky.
Hra končí ve chvíli, kdy byla legálně chycena zlatonka. Za chycení zlatonky získá tým úspěšného chytače 30 bodů a o vítězství rozhoduje pouze počet bodů, takže se může stát, že tým prohrávající o více než 30 bodů chytí zlatonku, aby ukončil hru (a neprohrál o ještě více bodů). Může ovšem také zlatonku chránit a získat tak čas na případné obrácení skóre pomocí camrálu.

### Fauly a hra proti pravidlům

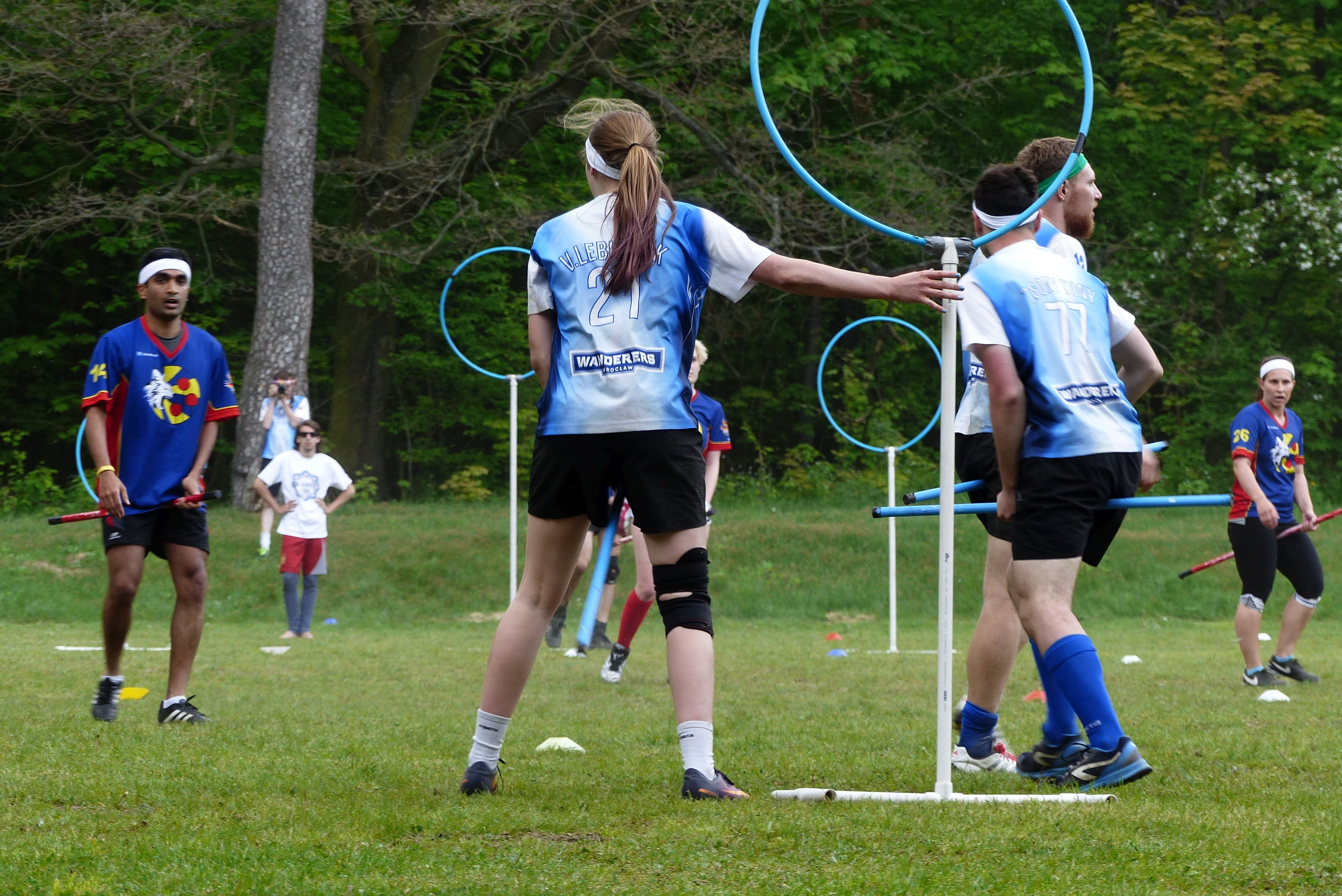
Kontakt mezi hráči je limitovaný, avšak povolený

Ve hře je spousta faulů a prohřešků proti pravidlům, kterých se hráč může dopustit, a podle vážnosti může být hráč potrestán od varování přes modrou a žlutou až po červenou kartu a vykázání ze zápasu.
Pravidla pro kontakt jsou poměrně složitá a podobná s ostatními kontaktními sporty. Napadání je povoleno mezi koleny a rameny, napadat mohou hráči pouze protivníky hrající stejnou roli (brankáři mimo své brankoviště jsou považováni za střelce). Zásadnější kontakt je povolen pouze pokud napadaný hráč má míč. Postrkování je povoleno pouze nataženou rukou, je zakázáno zahájit strkanici ohnutou rukou, která je poté natažena a využívá se síla paže.
Kontakt zahájený ze zadu je zakázán, pokud byl však hráč napaden a následně se otočil zády, je tento kontakt v pořádku.
V případě nutnosti může hlavní rozhodčí přerušit hru přerušovaným dvojitým hvizdem. V tom případě musí všichni hráči okamžitě upustit koště na zem a položit i balony, které případně mají u sebe.
Většina faulů je potrestána varováním či žlutou kartou. Hráč, který dostal modrou nebo žlutou kartu, musí jít na trestnou lavici na 1 minutu, nebo dokud protivník nevstřelí gól. Hráči na trestné lavici nemohou střídat, nicméně pokud je pokutován brankář, musí si vyměnit čelenku s některým střelcem, aby bylo zajištěno, že na hřišti bude mít každý tým brankáře.
Pokud hráč dostane červenou kartu musí opustit hřiště a jeho náhrada musí před vstupem na hřiště strávit 2 minuty na trestné lavici. Červená karta může být udělena buď přímo, nebo pokud hráč získá druhou žlutou kartu ve hře.

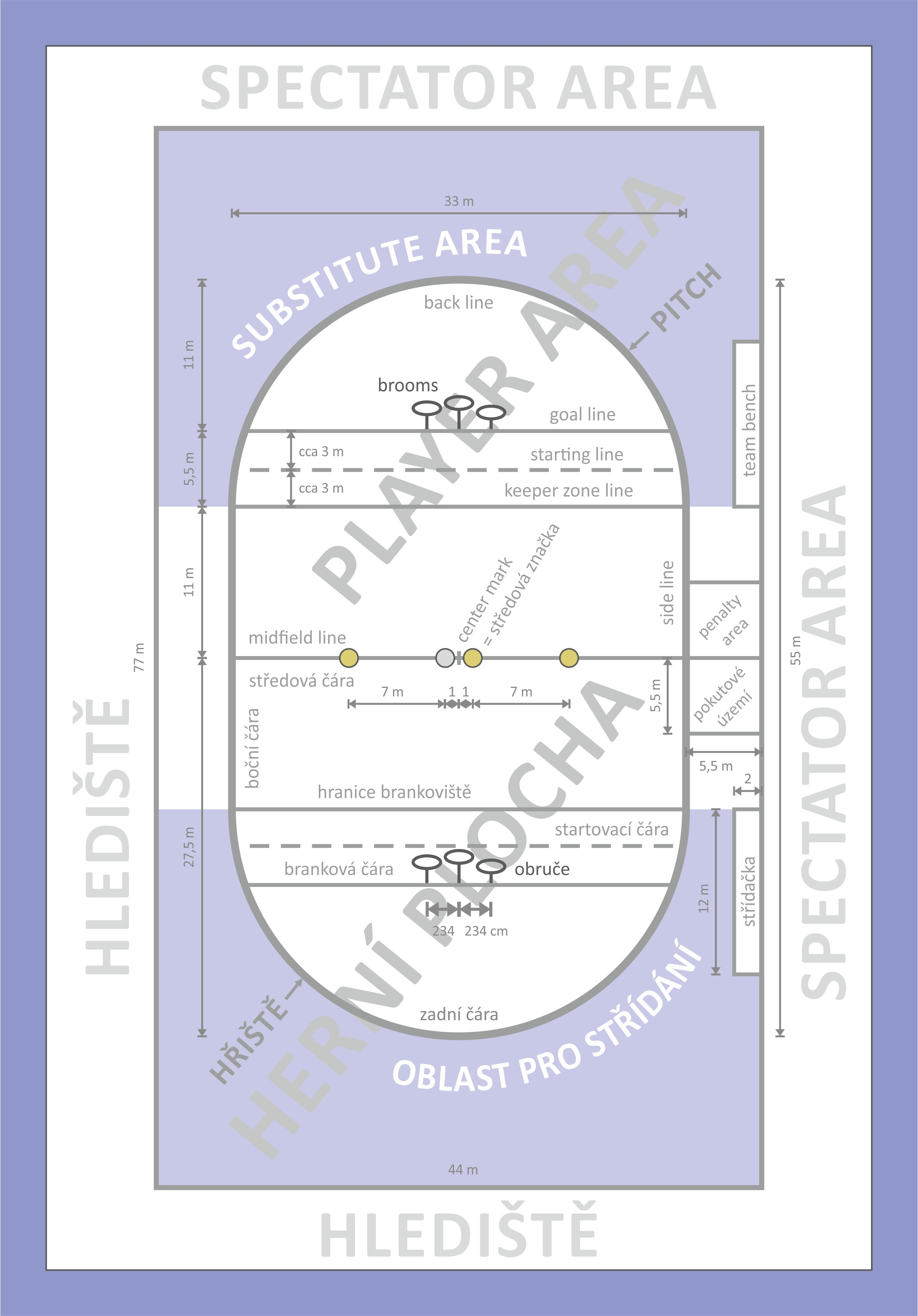
Famfrpálové hřiště s rozměry

### Hřiště
Famfrpálové hřiště ve tvaru oválu je označeno čárami nebo pomocí kuželů, nicméně hráči mohou hrát i mimo tyto "měkké" hranice v rámci herní plochy, a to až po zónu pro přihlížející (obdélník 44x77m okolo hřiště označovaný též jako "tvrdé hranice"). Míče nesmí být odkopnuty mimo "tvrdou" hranici a hráči ji nesmí bez vyzvání rozhodčími překročit, jinak je takové jednání považováno za faul.
Za okrajem hřiště jsou na území tzv. herní plochy jsou dvě trestné lavice pro hráče, odpykávající si trest za porušení pravidel, a střídačky. Okolo herní plochy leží hlediště, ve které až na výjimky hra neprobíhá.

### Rozhodčí
Každá oficiální hra vyžaduje několik rozhodčích a oficiálního nosiče zlatonky. Do týmu rozhodčích patří hlavní rozhodčí, jehož prací je dohlížet na celé hřiště a pokutovat porušení pravidel včetně udělování karet. Hlavní rozhodčí (head ref) se zaměřuje především na aktivní hru s camrálem. Dále na hru dohlíží 2-4 pomocní rozhodčí (assistant ref), kteří pomáhají hlavnímu rozhodčímu při sledování nepovolených zákroků a sledují hru s potlouky. Rozhodčí zlatonky (snitch ref) sleduje nosiče zlatonky, zákroky chytačů a ostatních hráčů v bezprostřední blízkosti a rozhoduje, zda bylo chycení zlatonky v souladu s pravidly. Góloví rozhodčí kontrolují, zda camrál celý prošel obručí, a současně opravují odkloněné nebo shozené obruče.
Pomocní rozhodčí se často dělí na potloukového a kontaktního rozhodčího, kdy první se stará o oznámení "vybit" ("beat"), pokud byl některý hráč vyřazen odrážečem, a hlídá, jestli hráči po zasažení nepokračují ve hře. Druhý jmenovaný poté hlídá zákroky proti pravidlům a uděluje ústní varování hráčům za drobné porušení pravidel. V případě vážnějšího porušení pravidel mohou pomocní rozhodčí signalizovat hlavnímu rozhodčímu nutnost přerušení hry a sdělí mu zaznamenanou situaci. Hlavní rozhodčí poté rozhoduje o udělení či neudělení karty za nepovolený zákrok.
Nosič zlatonky je neutrální hráč a svým způsobem též asistent rozhodčího (spolu s koncovým rozhodčím rozhoduje o legalitě chycené zlatonky). Před zahájením zápasu je nosič požádán o opuštění hřiště, na které se vrací až v 17. minutě - minutu před vypuštěním samotných chytačů. Poté zůstává na hřišti až do chycení zlatonky.

### Vývoj pravidel

#### Americký způsob značení
Pravidla mudlovského famfrpálu se v průběhu času průběžně měnila. Principy hry upravuje Mezinárodní asociace famfrpálu (IQA), která až do své transformace v roce 2014 vydávala pravidla ve formě publikací Rulebook s označením verze. Nyní v tomto systému pokračuje Famfrpálová asociace Spojených států amerických (USQ) a nejnověji vydanou je příručka Rulebook 11 Archivováno 7. 11. 2017 na Wayback Machine. (platná pro USA). Klíčovou byla 8. verze pravidel vydaná USQ, jež byla současně přijata IQA jako mezinárodní standard a příští verze mezinárodních pravidel, která byla již vydána IQA, z ní vycházela. Změny oproti sedmé verzi byly minimální, k zásadnějším změnám došlo pouze u pravidel pro nosiče zlatonky a byla přidána modrá karta. Od 8. verze pravidel se musí nosiči zlatonky nacházet na hřišti. Ačkoli je zlatonka vypuštěna před zápasem, na hřiště se vrací v 17. minutě zápasu (chytači jsou vypuštěni v 18. minutě).

#### IQA Rulebook 2016–2018
Nyní již mezinárodní verzi pravidel vydává IQA a publikace jsou odlišeny obdobím jejich platnosti. Aktuálně platná mezinárodní sbírka pravidel je IQA Rulebook 2016–2018 dostupná v angličtině. Těmito pravidly se řídí většina evropských turnajů a je využívána také v Česku. Od americké verze se mírně liší v pojetí genderového pravidla, rozměry hřiště apod. Zjednodušený přehled základních pravidel ve formě infografiky je k dispozici na webu České asociace famfrpálu.

## Famfrpál v Česku

### Česká asociace famfrpálu (ČAF)
Famfrpál byl v oblasti Česka hrán od roku 2015 nejdříve bez oficiální podpory jakékoli asociace. Ta vznikla až v roce 2016 za účelem vytváření podmínek pro provozování famfrpálu v ČR, vybudování, provozování a udržování sportovních a jiných zařízení, hájení zájmů svých členů, propagace famfrpálu, organizace a řízení soutěží, vydávání pravidel a metodických materiálů a získávání prostředků pro podporu famfrpálu. ČAF současně sdružuje členy z různých famfrpálových týmů působících v Česku a prezentuje se na webu www.famfrpal.cz.

### České famfrpálové týmy
V Česku v současnosti existuje 6 aktivních famfrpálových týmů. Nejstarším je olomoucký famfrpálový tým Occamy Olomouc. V současnosti asi nejznámějším je pražský tým Prague Pegasus. V Brně pak působí tým Brno Banshees, v Českých Budějovicích Budweis Bigfoots a v Plzni Phoenixes Plzeň. Nejmladším týmem v České republice jsou Žatecké Zlatonky, které působí od září roku 2019. Pokus o založení týmu se uskutečnil také v Liberci, Hodoníně a Jeseníku. Všech 6 zmíněných aktivních týmů i začínající týmy momentálně přijímají nové zájemce o tento sport. Tréninky jsou zdarma a otevřené nováčkům, kteří se zde pravidla hry mohou naučit a dále se v ní zdokonalovat. Herní sezóny jsou obvykle vázané na dobu akademického roku, jelikož značná část hráčů je z řad studentů. Kombinované týmy tvořené hráči z různých českých týmů (Praha, Olomouc, Brno) se účastnily několika zahraničních turnajů, jako byly např. European Quidditch Cup 2017 v belgickém Mechelenu, Slavic Cup 2017 v polské Varšavě, mezinárodní IQA turnaj v rámci Harry Potter festivalu v dánském Odense nebo Slavic Cup 2018. Proti sobě i v rámci smíšených týmů si pak týmy zahrály na Svatomartinském turnaji – prvním českém turnaji ve famfrpálu.
- Occamy Olomouc (web Archivováno 7. 11. 2017 na Wayback Machine.)
- Prague Pegasus
- Brno Banshees
- Famfrpál České Budějovice
- Žatecké Zlatonky
- Famfrpál Plzeň (vznikající tým)
- Famfrpál Liberec (neaktivní tým)
- Famfrpál v Hodoníně (neaktivní tým)
- Famfrpál Jeseník (skupina)

### Svatomartinský turnaj
První oficiální český turnaj ve famfrpálu - Svatomartinský turnaj (St. Martin's Tournament) se uskutečnil o víkendu 11.-12. listopadu 2017 v Brně na stadionu v Lužánkách. Turnaj byl cílený zejména pro méně zkušené hráče z Česka i zahraničí, kteří účastí na turnaji získají přehled o průběhu turnajů, mají možnost seznámit se s dalšími hráči a zároveň sdílet mezi sebou herní zkušenosti. Na turnaj dorazili nejen hráči ze všech tří českých týmů, ale i zahraniční účastníci ze Slovenska (Pressburg Phantoms), Polska (Kraków Dragons), Itálie a USA. Během prvního dne turnaje se uskutečnilo utkání Occamy Olomouc vs. sloučený tým Prague Pegasus + Brno Banshees, kdy oba týmy byly doplněny několika hráči ze Slovenska. O vítězi tohoto velmi vyrovnaného a vyčerpávajícího zápasu bylo rozhodnuto až ve druhém prodloužení. Následovalo derby Česko vs. Slovensko. Zbytek sobotní části turnaje i celý nedělní program se nesl v duchu tzv. fantasy turnaje, tedy turnaje smíšených družstev, do nichž byli hráči zařazeni tak, aby vznikly co možná nejpestřejší a zároveň nejvyrovnanější týmy. Ve večerních hodinách nechyběl ani kulturní program v podobě tradiční svatomartinské večeře s pečenou husou a svatomartinským vínem.

## Mezinárodní famfrpálová asociace (International Quidditch Association)
Mezinárodní famfrpálová asociace slouží jako centrální organizace pro celosvětový famfrpál a pomáhá s koordinací mezi národními asociacemi po celém světě pomocí IQA Kongresu. V letech 2007 až 2014 pořádala IQA Světový pohár pro kvalifikované členy asociace v závěru každé sezóny, nicméně v roce 2014 došlo k restrukturalizaci asociace. Nyní jsou jediným pohárem, na který dohlíží přímo IQA, mezinárodní pohár Globální hry.

Mapa světa s vyznačením famfrpálové aktivity. Tmavě modrá znamená členskou zemi IQA, světlejší modrá zemi s národním orgánem a nejsvětlejší modrá značí počínající aktivitu

### Národní orgány
Každý stát ve kterém se hraje famfrpál má, nebo je v procesu ustanovení, národní organizaci. Práce národních organizací je spravovat famfrpálovou komunitu dané země, vytvářet politiku členství pro týmy, organizovat rozhodčí, nosiče a trenéry a být zprostředkovatelem mezi národnímy týmy a IQA. V Česku existuje Česká asociace famfrpálu. V současnosti jsou aktivní např. tyto národní asociace:
- Asociación Mexicana de Quadball (Mexiko)
- Associazione Italiana Quadball  (Itálie)
- Australian Quadball  Association (Austrálie)
- Associação Brasileira de Quadribol (Brazílie)
- Asociación Argentina de Quadball  (Argentina)
- Fédération du quadball  français (Francie)
- Deutscher Quadballbund (Německo)
- Norges Rumpeldunkforbund (Norsko)
- Quadball Benelux
  - Belgian Quadball Federation (Belgie)
  - Muggle Quadball Nederland (Nizozemsko)
- Quadball  Canada (Kanada)
- QuadballUK (Velká Británie)
- Quadball Association in Turkey (Turecko)
- US Quadball (Spojené státy americké)
- Česká asociace famfrpálu (Česko)

## Ostatní turnaje

### Mistrovství světa (World Cup)

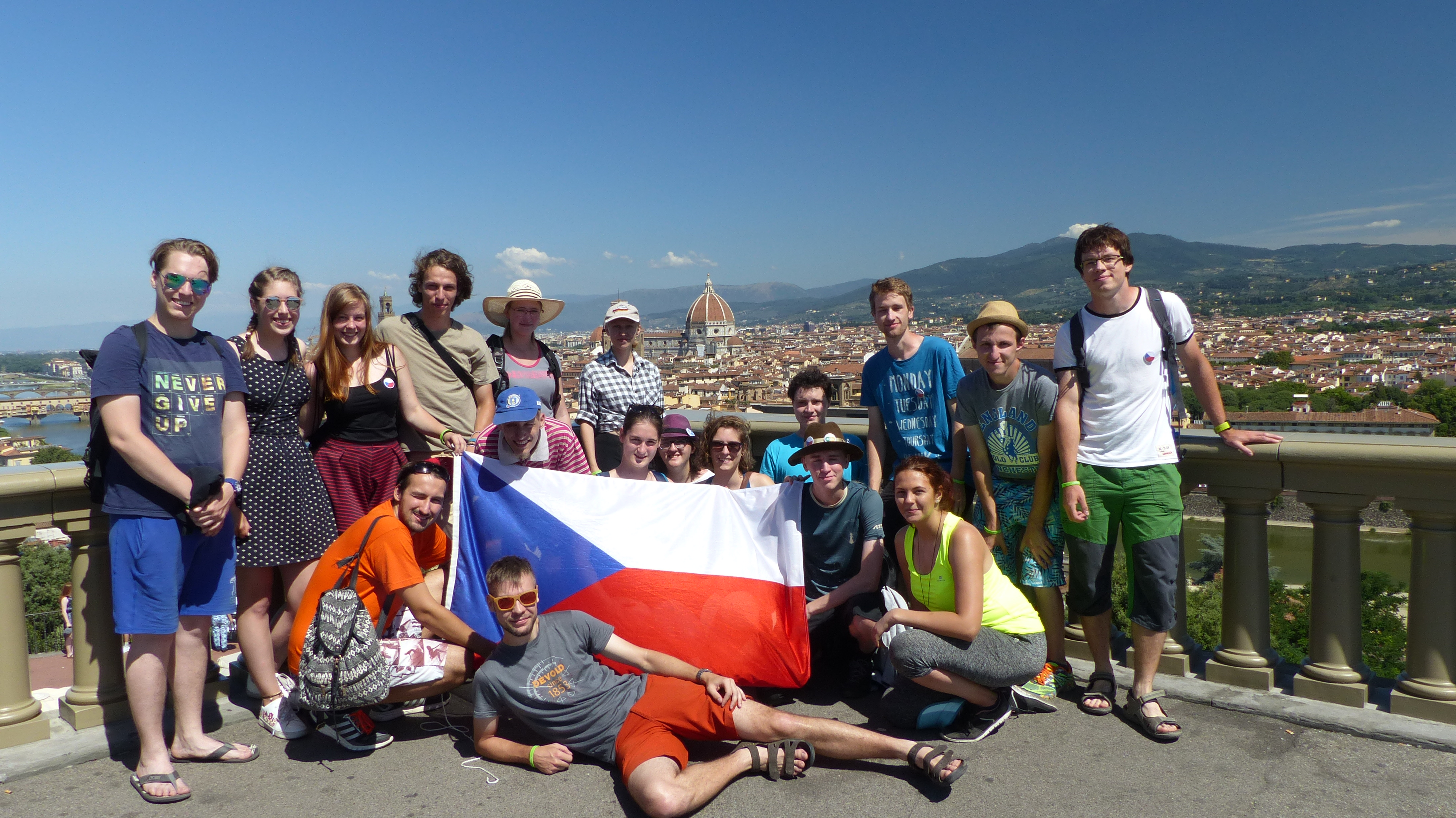
Český národní tým ve Florencii

Globální hry jsou soutěží organizovanou IQA pro národní týmy. Kterékoli země, která má famfrpálový tým, má šanci se účastnit tohoto mezinárodního turnaje. Ročník 2014 byl v Burnaby v Britské Kolumbii v Kanadě v červnu a zvítězil tým Spojených států amerických. Hry byly pořádány za pomoci USQ a přilákaly pozornost některých médii a menšího množství diváků. Pořadí týmů bylo následující: Spojené státy americké, Austrálie, Kanada, Spojené království, Mexiko, Francie a Belgie.
Dříve se konaly Globální hry pod názvem "Letní hry" ("Summer games"), což mělo korespondovat s Olympiádou v Londýně. V červnu 2012 se tohoto turnaje účastnilo 5 národních týmů z USA, Kanady, Francie, Velké Británie a Austrálie a tento turnaj se stal prvním mezinárodním turnajem pořádaným IQA.
Mistrovství světa se koná každé 2 roky. Českou účast turnaj poprvé zaznamenal v roce 2018, kdy se konal na přelomu června a července v italské Florencii. Dvaadvacetičlenný Český národní tým vedený kapitánem Ondřejem Hujňákem a trenéry Arvindem Kumarem a Isaacem Gutjahrem zde obsadil dělené 15. místo spolu s Vietnamem díky výhrám nad favorizovanými týmy Slovenska a Katalánska.

### Evropské hry (European Games)
Podobně jako Globální hry, Evropské hry jsou mezinárodní turnaj otevřený pro národní týmy. Účast v Evropských hrách je omezena na členy Evropské komise (také známé jako Quidditch Europe nebo QEurope). První Evropské hry byly pořádány v červnu 2015, od té doby se opakují každý rok.

### Evropský famfrpálový pohár (European Quidditch Cup)

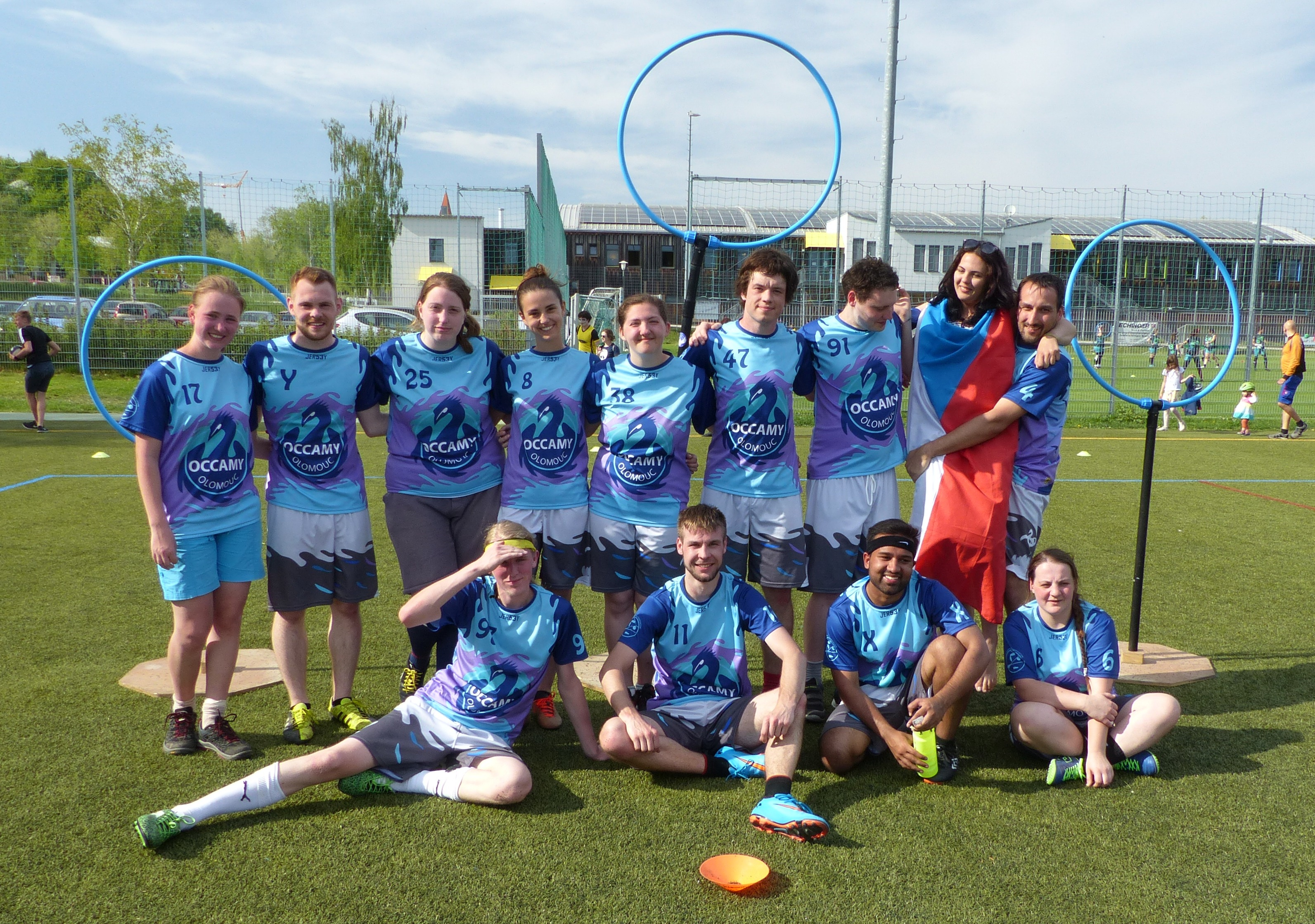
Occamy Olomouc na EQC 2018

Evropský famfrpálový pohár (také známý jako EQC) je každoroční šampionát pro evropské týmy. Ročník 2014–2015 se konal v Oxfordu 18-19. dubna 2015. EQC začalo ve Francii v Lesparre-Médoc 13. října 2012, prvního ročníku se však zúčastnilo jen minimum týmů vzhledem k tomu, že se tento sport sotva dostal do Evropy.. Ročníku 2013–2014, který se konal v Bruselu 1-2. února 2013 a byl pořádán Belgickou famfrpálovou federací (Belgian Quidditch Federation), se již zúčastnilo 12 týmů z různých zemí. Pohár vyhrál tým Radcliffe Chimeras z Oxfordu, druzí byli Paris Phénix a třetí pak Belgian Qwaffles. V roce 2017 se Evropský pohár konal v Belgickém Mechelenu a jako první český tým se jej účastnil Prague Pegasus. V roce 2018 se na Evropský pohár za Česko kvalifikoval na základě výsledku Svatomartinského turnaje tým Occamy Olomouc. Turnaj se tentokrát konal v německém Pfaffenhofen an der Ilm a olomoucký tým zde obsadil dělené 29. místo.

### Slovanský pohár (Slavic Cup)

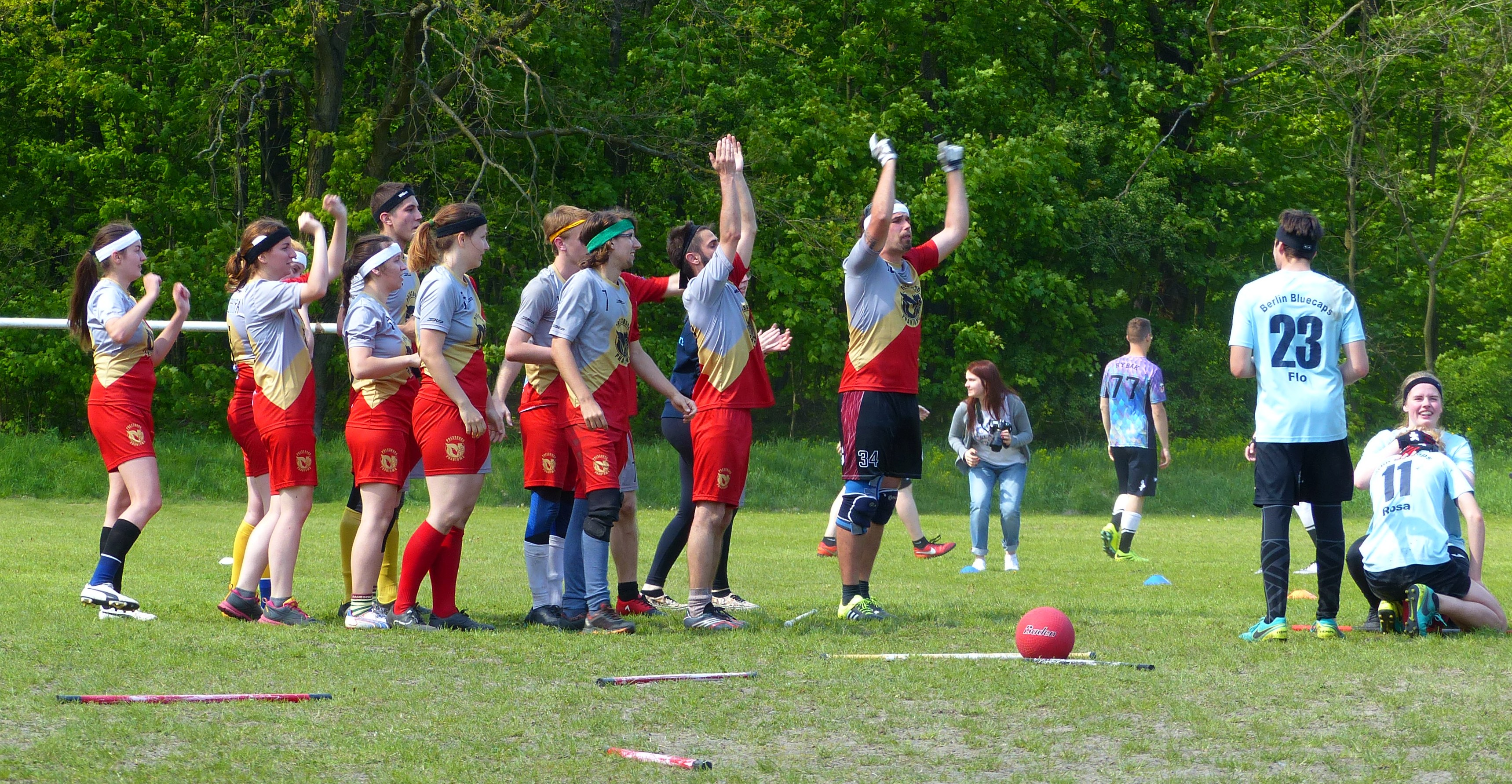
Slovenský tým Pressburg Phantoms po dohraném zápase na Slavic Cup 2017 ve Varšavě

Je turnaj původně zamýšlený pro slovanské týmy pravidelně konaný ve Varšavě na jaře od roku 2017. Vzhledem k nízkému počtu týmů ze slovanských zemí byl turnaj otevřen i pro ostatní družstva. V roce 2017 se jej za Česko účastnil tým Czercs složený z hráčů Prague Pegasus, Occamy Olomouc a hráčů bez vlastního týmu. V roce 2018 čeští hráči doplnili slovenský tým Pressburg Phantoms, který obsadil 8. příčku. Vítězem druhého ročníku se stal rakouský tým Vienna Vanguards.

### Šampionát USQ
Také známý jako USQ Světový pohár (USQ World Cup) je šampionát pořádaný USQ, který bude poprvé pořádán v dubnu 2015. Zde se utkají týmy, které se kvalifikovaly v regionálních šampionátech, o pozici nejlepšího týmu USA. Podle politiky USQ se může šampionátu (i všech ostatních turnajů pořádaných USQ) účastnit libovolný tým mimo USA uhradí-li účastnický poplatek, ale zatím se registrovaly pouze dva týmy mimo USA, a to tým A a B z Univerzity Britské Kolumbie.

### Původní IQA Světový pohár (World Cup) a Globální hry (Global Games)
IQA Světový pohár byl "světový" šampionát ve famfrpálu, který se konal ročně ve Spojených státech amerických. Turnaj byl pořádaný původní IQA (dnes USQ) a účastnily se jej téměř výlučně týmy z USA. Tento šampionát byl zrušen v roce 2014 kdy IQA prošla reformou a stala se z ní skutečně mezinárodní sportovní federace a byl nahrazen Globálnímy hrami jakožto světovým šampionátem, který spoléhá na národní orgány při výběru jednotlivých týmů. Globální hry byly později opět přejmenovány na původní označení Světový pohár.

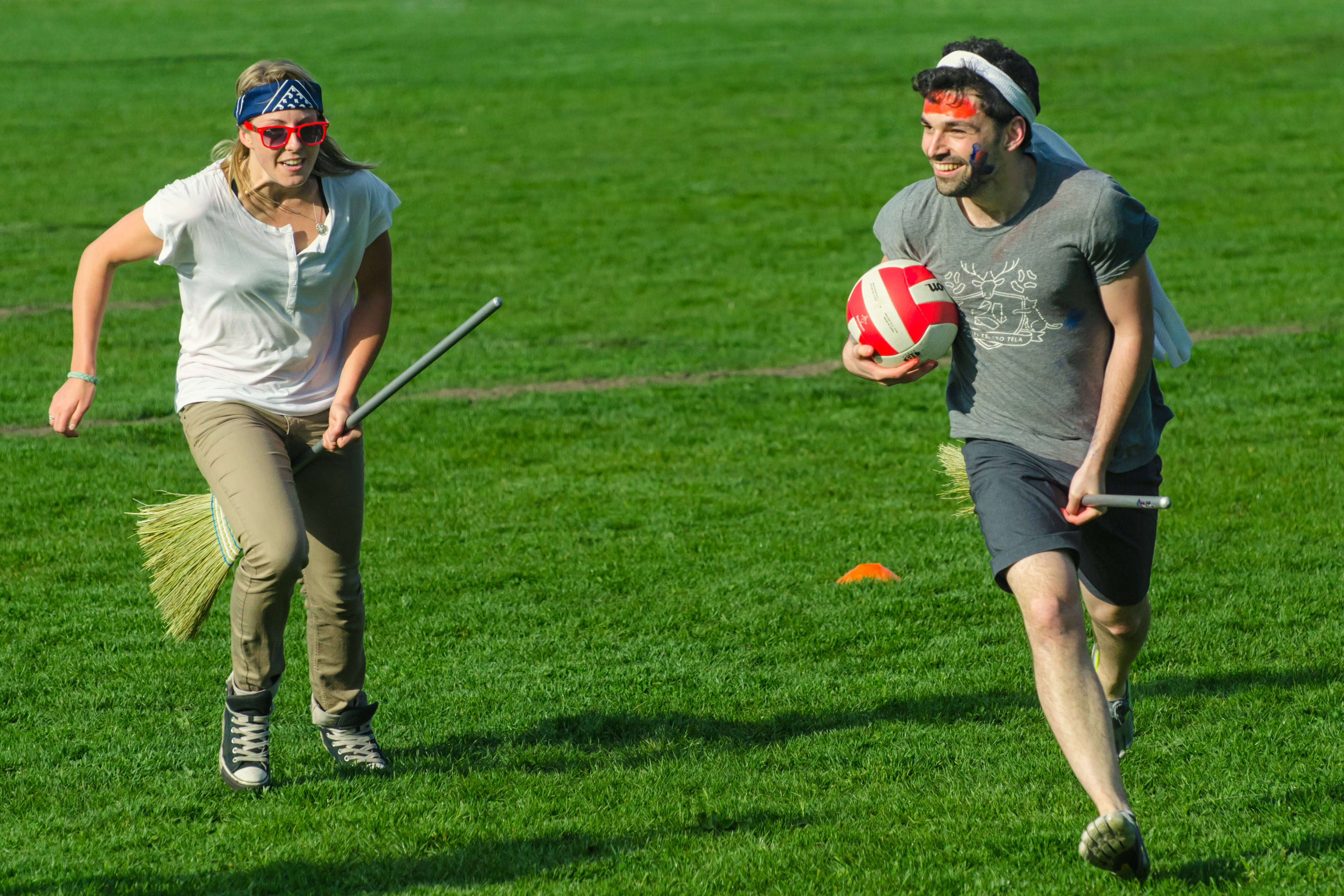
Amatérský famfrpálový zápas v Jonathan Rogers parku ve Vancouveru v květnu 2014

### Britský famfrpálový pohár (The British Quidditch Cup, BQC)
Britský famfrpálový pohár se poprvé konal v Oxfordu 9. a 10. listopadu 2013 a vyhrál jej tým Oxfordské university - Radcliffe Chimeras.
Oxford's unique Valentines Cup, a fantasy tournament where players signed-up in pairs. Since the awareness of quidditch in the UK is rising exponentially, every year new tournaments are being devised.

### Fantasy turnaje
Fantasy turnaje jsou turnaje, kde se hráči přihlašují jednotlivě a jsou přidělováni do týmu jednotlivými kapitány. Každý rok se pořádají fantasy turnaje na různých místech s větším výskytem v období mimo sezonu (červen-srpen).
Příkladem může být každoroční Oxfordský Valentýnský pohár, který se koná od roku 2014 a hráči se přihlašují po dvojicích.

## Gendrové pravidlo a LGBTQ komunita
Od počátku se famfrpál snažil zachovávat gendrovou neutralitu. Jedno z pravidel famfrpálu říká, že "každý tým musí mít na hřišti nejvýše čtyři hráče, kteří se hlásí ke stejnému pohlaví". Do úvahy se bere pohlaví, ke kterému se hráč dobrovolně hlásí, nikoli fyzické dispozice." Díky tomu se stal famfrpál sportem s rovnými příležitostmi pro ženy a LGBTQ komunitu. Od roku 2013 vznikla odnož IQA zvaná Titul 9 ¾, která obhajuje a snaží se upozornit na gendrovou neutralitu. Famfrpál je sportem, který vyzdvihuje spolupráci mezi muži a ženami, snaží se redukovat stereotypy a sjednocuje lidi s rozmanitou gendrovou identitou.

## Famfrpálová komunita

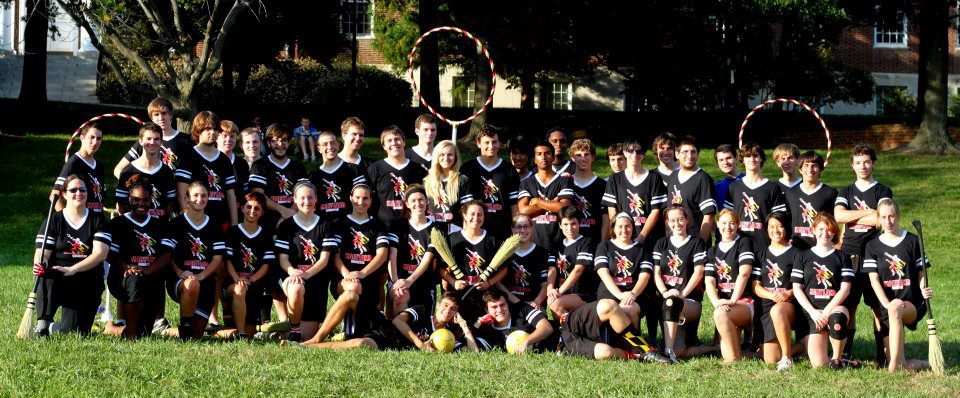
Marylandský famfrpálový tým se dvěma košťaty Shadow Chaser uprostřed a dvěma po stranách

Kolem famfrpálu vzniká silné celosvětové společenství založené na vzájemném respektu a quove (vzniklo spojením „quidditch“ a „love“). Sport přilákal lidi z různých sociálních poměrů, od sportovců po fanoušky fantasy a Harryho Pottera spolu s lidmi z LGBT komunity díky Titulu 9 ¾ a gendrovému pravidlu. Lidé s různými všedními životy byli sjednoceni sportem, který se vymyká obvyklým stereotypům o tradičních sportech. Lidé patřící do této komunity se často označují jako quidkid (vzniklo spojením „quidditch“ a „kid“).

## Jiná pravidla pro famfrpál
Kromě IQA pravidel existují i všelijaké jiné reálné implementace Famfrpálu, příkladem může být famfrpál hraný v Rusku, Kazachstánu či Maďarsku. Tyto varianty se většinou snaží vycházet z fiktivního sportu z knih o Harrym Potterovi a mohou se od IQA pravidel podstatně lišit například hraním bez košťat, využíváním košťat jiným způsobem, jinými rolemi střelců a odrážečů či jinou implementací zlatonky.
Jistá verze reálné implementace Famfrpálu je také zobrazena ve filmu Stážisti, nicméně pravidla se od těch od IQA velmi liší.

### Kidditch
Kidditch (česky damfrpál neboli dětský famfrpál) je označení pro verzi famfrpálu určenou pro mladší hráče (školního věku). Úprava pravidel spočívá zejména v omezení kontaktu a zajištění vyšší bezpečnosti. To zahrnuje zákaz fyzického napadání, upravené obruče a větší toleranci rozhodčích. Jediným damfrpálovým týmem působícím v Česku je pražský středoškolský tým United Unicorns Prague. V lednu 2017 se v hlavním městě uskutečnilo 1. české derby v podobě přátelského utkání sestav United Unicorns Prague a Prague Pegasus v letenském parku.

### Famfrpál pro handicapované
Australská famfrpálová asociace (Australian Quidditch Association) definovala upravená pravidla pro realizaci famfrpálu hráči na invalidním vozíku. Ač tato alternativa není výrazně rozšířena ani v samotné Austrálii, objevují se pokusy o její rozvoj i v jiných státech.

### Mejtský famfrpál

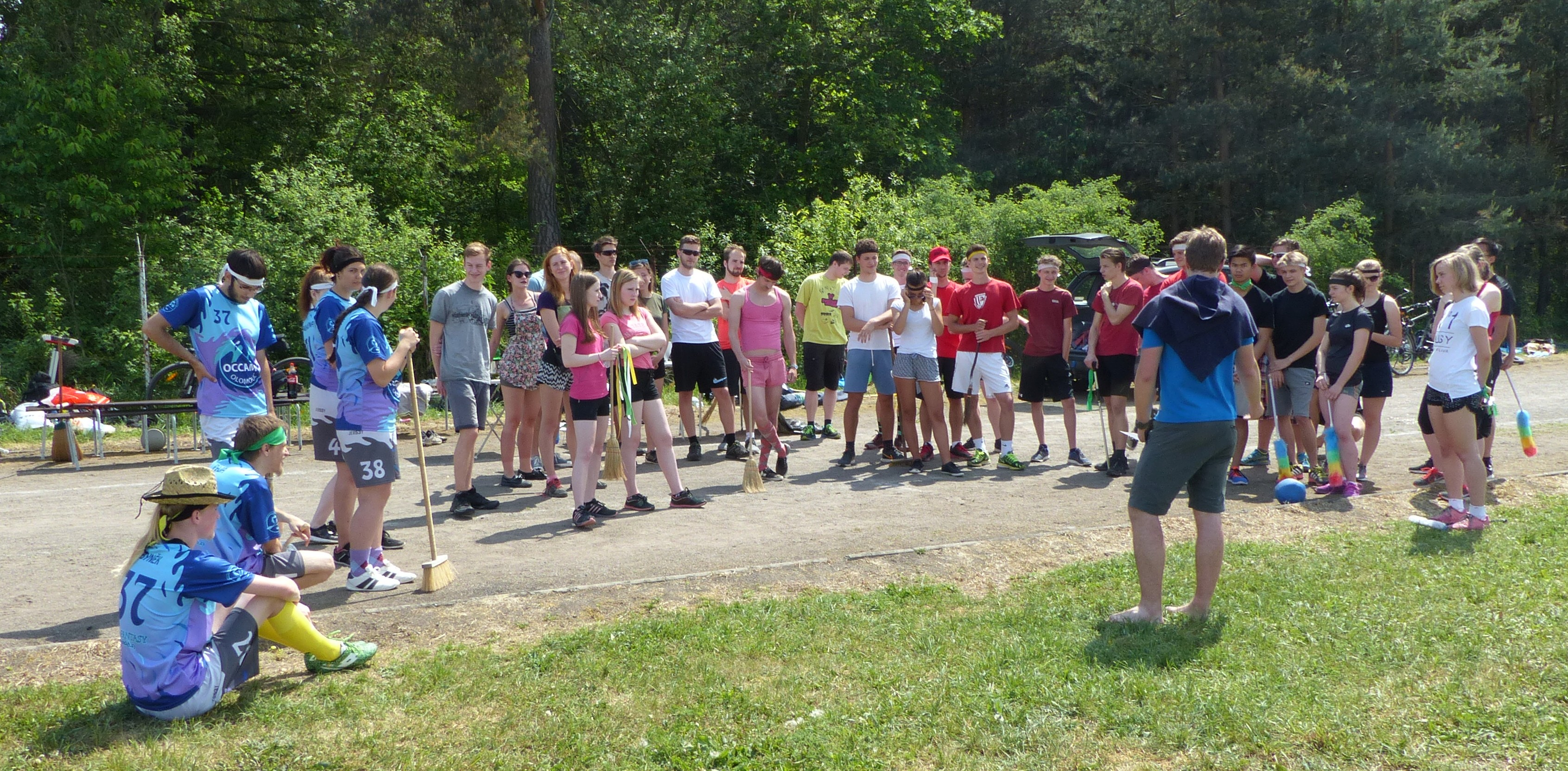
Instruktáž před 4. ročníkem Mejtského famfrpálu

Vůbec první český organizovaný famfrpálový turnaj v mírně upravené verzi pravidel mudlovského famfrpálu se uskutečnil pod názvem Mýtský famfrpál (někdy též pod názvem Mejtský famfrpál) ve Vysokém Mýtě na jaře 2016. Díky velkému diváckému úspěchu se povedlo hru proměnit v pravidelnou sportovně-zábavnou akci, jejíž druhý a třetí ročník se odehrály s půlročními odstupy od premiéry (tj. během podzimu 2016 a jara 2017). Prozatím posledním je čtvrtý ročník, který se uskutečnil v květnu roku 2018 a zahrálo si zde proti sobě 5 družstev (Martinova košťata, Ministerstvo famfrpálu, Neberknír, Famfrpálový klub Příčnalice a Alfaskvadra vlkoušů, kteří již počtvrté obhájili vítězný titul). Součástí posledního ročníku byl i doprovodný turnaj ve stylu Poháru tří kouzelníků. Asi nejtypičtější odlišností pravidel Mejtského famfrpálu je tzv. rozcvička, kde cílem každého z týmů před začátkem celého turnaje je vypít vylosovanou normovanou láhev alkoholu co nejrychleji. Odměnou je příslušný počet možného použití kouzla "Mdloby na tebe!" během každého zápasu, které je prováděno čarovnou hůlkou v rukách jednoho z hráčů.